# Ribellione Boworadet
La ribellione Boworadet (in lingua thai: กบฏบวรเดช, trascrizione RTGS: Kabot Boworadet) fu un tentativo fallito di colpo di Stato militare guidato dal principe monarchico Boworadet nel 1933 in Siam, l'odierna Thailandia. Scopo della ribellione fu quello di restituire potere alla dinastia Chakri, il cui re Prajadhipok (Rama VII) era stato costretto a concedere la costituzione l'anno precedente dalla rivoluzione siamese del 1932, un colpo di Stato organizzato dal Khana Ratsadon, il primo partito mai formato nel Paese che prese il potere come partito unico.
La rivoluzione aveva di fatto privato il sovrano e i membri della famiglia reale di tutti i poteri che esercitavano ed aveva provocato grande risentimento tra i lealisti. La ribellione Boworadet è stato l'unico importante tentativo da parte dei monarchici di rovesciare i governi e i regimi militari che si sono succeduti nel Paese. La sconfitta inflitta ai ribelli rafforzò la posizione del partito e delle fazioni militari che lo monopolizzarono e minò definitivamente i rapporti tra questi ed il re. Il coinvolgimento del re non fu mai provato e la credibilità della monarchia costituzionale non fu quindi messa apertamente in discussione. Il sovrano fu comunque oggetto di critiche per aver lasciato la capitale poco prima della rivolta, che scoppiò alla vigilia delle prime elezioni tenutesi in Siam.

## Premesse

### Cause che avevano portato alla fine dell'assolutismo
Tra le principali cause che determinarono la rivoluzione del 1932 vi fu l'acquisizione di una coscienza politica aperta alle nuove istanze democratiche e socialiste provenienti dall'Occidente da parte di giovani appartenenti a famiglie comuni, aristocratiche e dell'emergente borghesia siamese inviati da alcuni decenni a studiare in Europa per creare una nuova classe dirigente moderna ed efficiente. Cominciarono a diffondersi le critiche alla monarchia assoluta, ma i sovrani sostennero che la concessione della costituzione sarebbe stata prematura e controproducente. Si era anche acuito lo scontro tra la monarchia e quella parte dell'aristocrazia che aveva perduto i privilegi nei decenni a cavallo del 1900.
Il Siam era inoltre da diversi anni in emergenza economica, derivata dalle enormi spese sostenute per modernizzare lo Stato durante il regno di Rama V e Rama VI. Prajadhipok era salito al trono nel 1925 e fu subito impegnato a risollevare l'economia nazionale e a ridimensionare l'aristocrazia della capitale, che negli ultimi anni aveva ricevuto eccessivi benefici dal suo predecessore e fratello. I problemi dell'economia si aggravarono enormemente con la crisi globale che seguì la grande depressione del 1929 e il sovrano si trovò costretto a ridurre gli effettivi delle forze armate e le spese ad esse relative, provocando crescente malumore nei vertici militari. Fu questo il terreno fertile che permise a giovani studenti e cadetti delle forze armate di architettare la rivoluzione a Parigi dal 1927 e di trovare consensi al loro ritorno a Bangkok. Alcuni alti ufficiali dell'esercito vi aderirono e organizzarono nei dettagli la rivoluzione del 24 giugno 1932 che si concluse con successo e senza spargimento di sangue.

### Primo anno di monarchia costituzionale

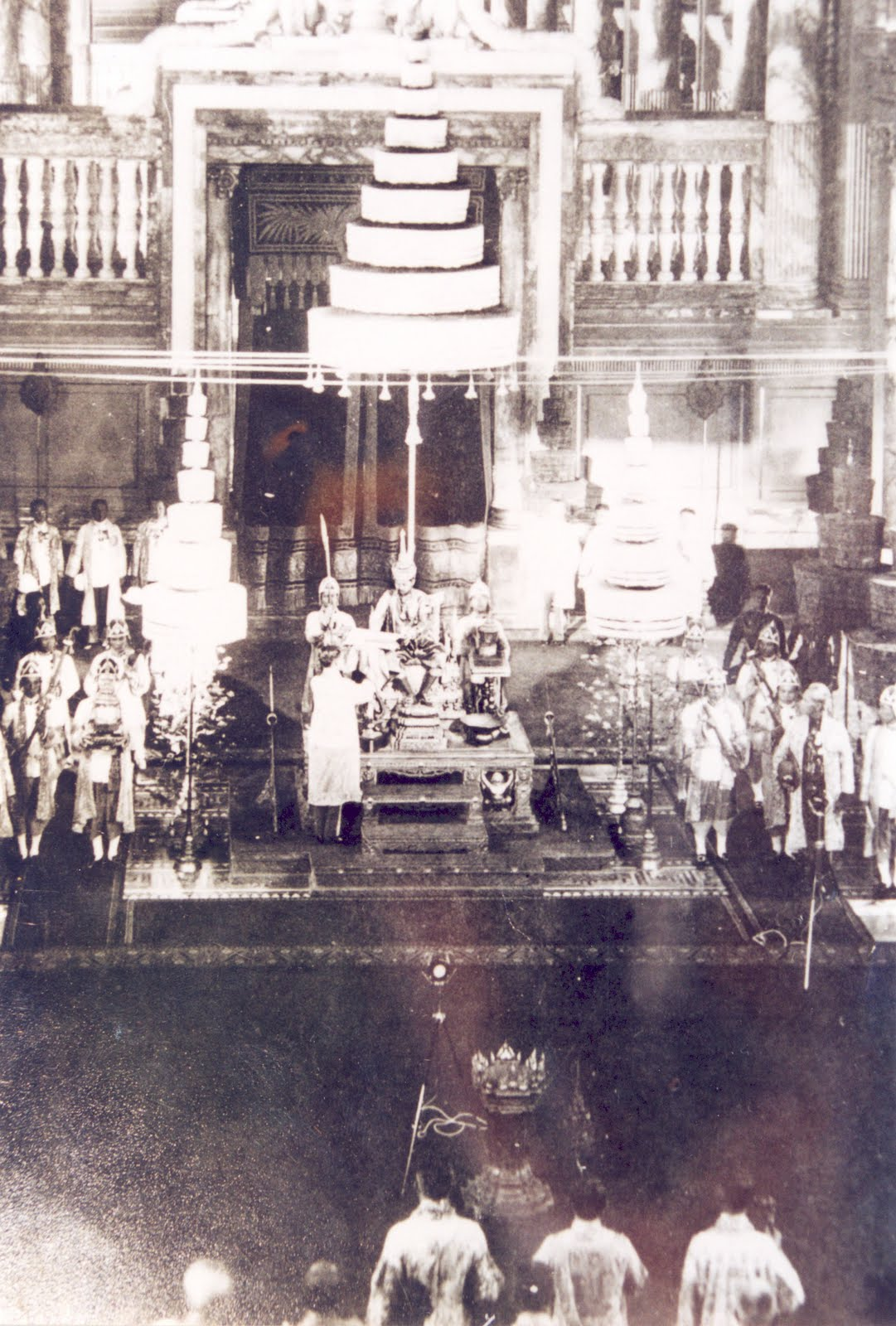
10 dicembre 1932. Prajadhipok firma la prima Costituzione permanente del Siam

La prima costituzione era già stata preparata prima della rivoluzione dal progressista Pridi Phanomyong, capo della fazione civile del partito, e fu subito presentata al re; le condizioni erano dure da accettare ma il sovrano la firmò il 27 giugno dopo aver ottenuto che fossero fatte delle piccole modifiche e che fosse considerata provvisoria. I promotori nominarono inoltre come primo presidente del Consiglio il neutrale Manopakorn Nititada, un avvocato formatosi in Inghilterra non aderente al partito che aveva fatto carriera nel Ministero di Giustizia e si era guadagnato un posto nel Consiglio privato di re Vajiravudh (Rama VI). Data la loro scarsa esperienza in affari di governo, nessuno dei membri del Khana Ratsadon fu nominato ministro e i dicasteri furono affidati ad esperti burocrati, rigidamente controllati dai promotori. Il partito ebbe inoltre l'egemonia assoluta nel parlamento monocamerale, che fu chiamato Assemblea popolare. Il programma del partito prevedeva un approccio graduale alla democrazia, subordinandola all'attuazione di un piano decennale di scolarizzazione di massa da raggiungere con la creazione della scuola dell'obbligo, in modo che tutti i siamesi acquisissero le conoscenze necessarie per formarsi una propria idea politica.
Il primo periodo dopo il colpo di Stato fu vissuto dal popolo con sospetto, il partito era una novità inattesa e molti temettero che fosse composto da bolschevichi, anche a causa delle voci messe in giro dai lealisti. Le critiche più aspre furono quelle dei prìncipi legati alla casa reale, nessuno dei quali entrò a far parte dell'Assemblea popolare malgrado molti di loro fossero stati ministri durante il regime assolutista. L'emarginazione dei membri della casa reale fu portata avanti dai promotori anche servendosi della stampa. Anche gli ufficiali ai vertici delle forze armate durante il regno di Rama VII furono rimossi o mandati in pensione. Nuovo comandante in capo dell'esercito fu Phraya Phahon e suo vice Phraya Song, che aveva in realtà maggior potere e personalità ed ebbe pertanto l'incarico di riorganizzare l'esercito e di prendere le misure necessarie per evitare ribellioni dei conservatori filo-monarchici. Accrebbe il potere delle guarnigioni di Bangkok e diminuì quello delle guarnigioni delle province, sulle quali i promotori non avevano alcun controllo, facendo spostare il grosso degli armamenti nella capitale. La propaganda a favore del nuovo regime nei mesi successivi cominciò ad avere successo anche al di fuori della capitale.
La prima Costituzione permanente fu stilata da un comitato di sei persone, tra cui il solo promotore fu Pridi Phanomyong. Risultò molto più moderata della provvisoria nella forma, sia per le minacce di abdicazione da parte del re che per la propaganda contro il partito messa in atto dal Partito Comunista, dal quale i promotori intendevano prendere le distanze. Furono restituiti al sovrano alcuni poteri, ma nella sostanza anche la nuova Costituzione lo relegava ad un ruolo di secondo piano. Fu comunque promulgata dal re il 10 dicembre 1932. I membri della casa reale continuarono ad essere esclusi dall'Assemblea nazionale. Il Khana Ratsadon abbandonò l'idea di rimanere il solo partito nel Paese e si trasformò in un'associazione per la divulgazione delle idee democratiche, ma i promotori mantennero fermamente il controllo del Paese.
Il partito unico era composto da tre fazioni: una progressista che faceva capo a Pridi Banomyong, un'altra era espressione delle giovani leve dell'esercito ed era guidata dall'ufficiale Plaek Phibunsongkhram (Phibun), e l'ultima, la più potente, era quella legata alle alte gerarchie militari e monopolizzata dai colonnelli Phahon Phonphayuhasena (Phraya Phahon), Phraya Songsuradet (Phraya Song), Phraya Ritthi-akhane (Phraya Ritthi), nonché dal tenente colonnello Phra Prasanphitthayayut (Phraya Prasan). Questi quattro ufficiali dell'esercito si assunsero i compiti direttivi e furono chiamati i "quattro moschettieri" (in thai: ทหารเสือ, RTGS:thahan suea, letteralmente: tigri militari). Ben presto le posizioni liberal-socialiste della fazione civile trovarono dissenzienti molti nobili e militari conservatori, che fondarono il Partito Nazionale (Khana Chart). In questo periodo, Manopakorn si rese autonomo dalla linea politica dei promotori con i quali entrò gradualmente in conflitto.
Dopo un periodo di relativa stabilità nei rapporti tra la monarchia e il partito unico, nei primi mesi del 1933 Pridi presentò una radicale riforma che prevedeva la nazionalizzazione delle terre, l'assegnazione delle terre stesse e sussidi ai contadini nonché l'istituzione di un ente di previdenza sociale in favore delle fasce più povere. Il disegno di legge fu bollato come comunista e respinto dal re e dal primo ministro Manopakorn, che fu investito di poteri dittatoriali dal sovrano ed emise leggi di gravità eccezionale. Decretò l'esilio per Pridi, dispose lo scioglimento del Parlamento e la sospensione della Costituzione, fece approvare una legge anti-comunista che provocò l'incarcerazione dell'intero Comitato Centrale del Partito Comunista del Siam, nonché la censura e la chiusura di svariate pubblicazioni di sinistra. L'appartenenza ad un'organizzazione comunista divenne passibile di pene fino a 12 anni di reclusione.
Il progetto di Pridi aveva anche spaccato la compagine di governo. Le vibranti proteste dei proprietari terrieri e della vecchia aristocrazia spinsero l'ala conservatrice del Partito del Popolo a schierarsi apertamente contro la riforma. Tale spaccatura non si sarebbe più sanata fino al dopoguerra ed avrebbe visto le varie fazioni del partito combattersi con il progressivo indebolimento della fazione civile. La crescente influenza di Nititada e il dispotismo con cui impose il proprio volere allarmarono i vertici della fazione militare del Partito Popolare, e Phahon organizzò il primo colpo di Stato militare dell'era costituzionale, che ebbe luogo senza spargimento di sangue il 20 giugno 1933.
Phahon divenne primo ministro, riattivò la costituzione e costrinse il re ad accettare tali eventi e a perdonare Pridi, che fu richiamato in Siam. Il ritorno di Pridi fu osteggiato da Phraya Song, Phraya Ritthi e Phraya Prasan, che in questo modo posero fine alla propria influenza sul partito. Una proposta che prevedeva l'impeachment del sovrano per aver firmato la proposta di sopprimere la Costituzione e una causa legale contro il re per diffamazione nei riguardi di Pridi furono respinte dal partito. Anche Manopakorn fu lasciato libero per non creare ulteriori frizioni politiche, e qualche anno dopo avrebbe scelto la via dell'esilio.

## La rivolta

### Comandanti ribelli

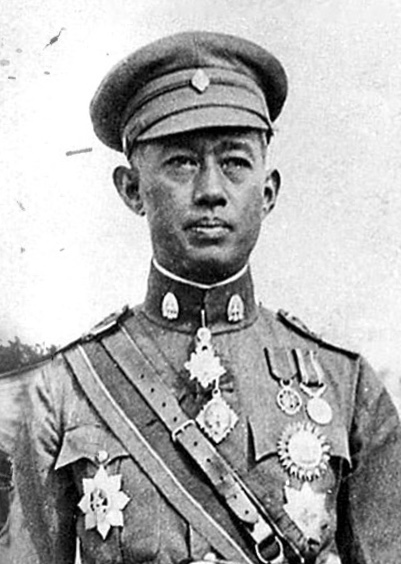
Il principe Boworadet

Il principe Boworadet (in thai: พระเจ้าบรมวงศ์เธอ พระองศ์เจ้าบวรเดช) era figlio del principe Naret, fratellastro di Rama VII. Era un militare e prestò servizio all'ambasciata siamese a Parigi verso la fine del regno di Rama V. Fu richiamato dopo essere andato in pensione poco dopo l'ascesa al trono di Prajadhipok. Prese il posto del principe Boriphat come ministro della Guerra dopo che questi era diventato ministro dell'interno nel 1928. Nel 1929 il re elevò il suo rango da momchao a phra ongchao.
Nel 1931 Boworadet entrò in conflitto con Boriphat sul bilancio statale preventivo per l'anno successivo e, deluso, rinunciò alla carica. La contesa con Boriphat e gli altri principi suoi alleati continuò nei mesi successivi. Dopo la ribellione sarebbe emerso che Boworadet era stato informato da Phraya Phahon dei piani per la rivoluzione del 1932, ma che aveva rifiutato di aderire criticando l'uso della forza. Fu comunque deluso per non essere stato nominato primo ministro al posto di Manopakorn. Fervente monarchico, il trattamento subito dal re e il nuovo colpo di Stato aumentarono il suo astio nei confronti di Phraya Phahon, soprattutto per il supporto contro la monarchia che questi diede a Pridi. A fine luglio, Boworadet e altri membri della casa reale ricevettero una lettera di avvertimento dal partito che li invitava a mantenere la pace altrimenti sarebbero state prese gravi misure di sicurezza nei loro riguardi. Questa lettera e il ritorno di Pridi dall'esilio causarono la sua decisione di combattere contro il governo. Cominciò quindi a pianificare la ribellione con il colonnello Sri Sitthi Songkhram, comandante delle Forze armate di Bangkok, e altri ufficiali di alto rango.
Sitthi Songkhram studiò come cadetto in Germania ed era stato amico di Phraya Phahon e Phraya Song. Come Boworadet si era rifiutato di aderire alla rivoluzione del 1932 e si aspettava comunque un posto di rilievo nelle forze armate per la sua preparazione in materia militare e per l'ascendente che aveva tra gli alti ufficiali. Fu quindi deluso nel vedersi assegnare un posto al Ministero della Pubblica Istruzione. Quando Manopakorn emanò le gravi leggi che gli inimicarono i vertici del Khana Ratsadon, Sitthi Songkhram fu ammesso al Consiglio di Stato e sostituì Phraya Song come responsabile delle operazioni militari. Il successivo colpo di Stato lo esautorò e provocò la sua adesione al piano di Boworadet, che gli affidò il grado di vice-comandante e il compito di coinvolgere la guarnigione di Ayutthaya. Un altro dei comandanti della ribellione fu Phraya Sena Songkhram, un membro della famiglia reale che era un alto ufficiale dell'esercito con compiti di comando e che fu uno dei primi ad essere arrestati il 24 giugno 1932. Gli fu affidato il compito di incitare alla rivolta le guarnigioni del nord.

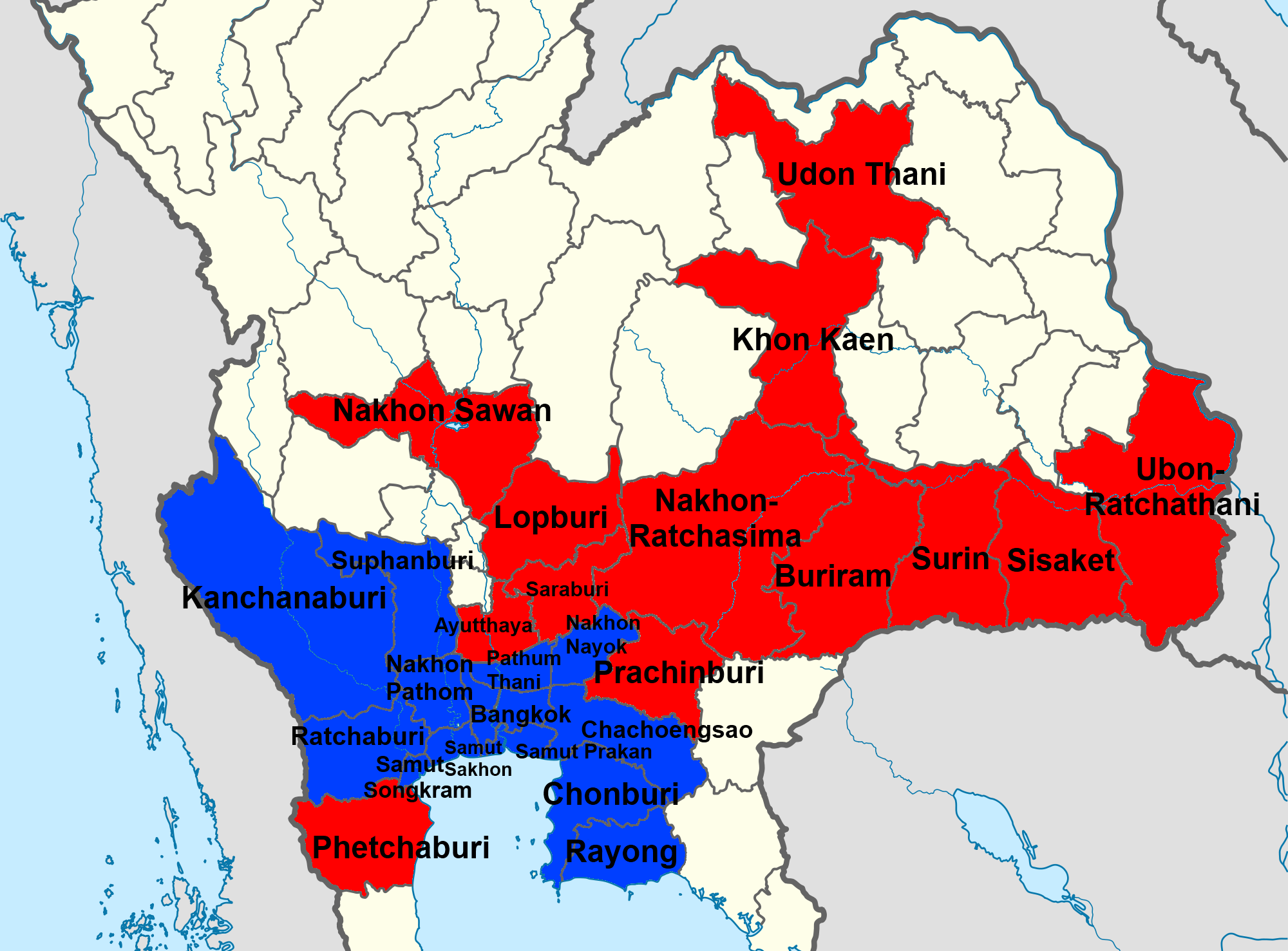
Mappa che evidenzia in rosso le province che appoggiarono la ribellione e in blu quelle egemonizzate dal governo

### Inizio delle operazioni
La rivolta ebbe luogo nell'autunno 1933, alla vigilia delle prime elezioni del Siam e dopo che il re aveva lasciato Bangkok con la famiglia per andare a sud nel Palazzo Klai Kangwon, residenza reale di Hua Hin. Questo spostamento fu in seguito messo in relazione all'imminente scoppio della rivolta e visto come un tentativo di fuga.
Agli inizi di ottobre, Boworadet si assicurò l'adesione delle forze armate di Khorat ed ebbe positive risposte dalle guarnigioni settentrionali. Il governo centrale ebbe notizia dell'approssimarsi della rivolta e cominciò a organizzare i militari per sopprimerla. L'11 ottobre ebbe inizio la rivolta a Khorat sotto il comando di Boworadet, alla quale subito aderirono i militari di Ubon Ratchathani, Prachinburi, Saraburi, Ayutthaya, Nakhon Sawan e Phetchaburi. Fu inoltrato un ultimatum al governo con la richiesta di rassegnare subito le dimissioni per evitare l'uso delle armi. Il governo rifiutò e quello stesso giorno vi furono nella provincia di Nakhon Ratchasima i primi successi dei rivoltosi sulle truppe governative. Il giorno dopo, truppe ribelli provenienti dall'Isan giunsero a Bangkok ed occuparono l'aeroporto Don Muang. Altre guarnigioni dotate di artiglieria pesante e mitragliatrici occuparono altre aree nella periferia nord della capitale. I ribelli si diedero il nome di Consiglio per la salvezza nazionale e l'operazione fu chiamata "Piano del cervo" (in thai: Phaen Lom Kwang).

### Risposta governativa e fase di stallo
Boworadet si augurava che qualche guarnigione di Bangkok si unisse alla rivolta e che il re dimostrasse il suo assenso restando neutrale. Il suo piano prevedeva che fossero nove le guarnigioni ad assediare Bangkok, ma solo tre furono in grado di occupare settori della città, mentre le altre furono respinte dalle truppe governative. Chiese quindi l'appoggio della Marina militare che preferì rimanere neutrale; il comandante in capo dell'Arma fece a tal proposito spostare nelle basi navali a sud tutte le navi da guerra presenti nella capitale.
Gli eventi aumentarono le preoccupazioni del governo e generarono una spaccatura al suo interno. Alcuni alti ufficiali della fazione di Phraya Song si mostrarono riluttanti nel procedere contro i ribelli. Lo stesso Song e il colonnello Phra Prasas avevano lasciato il Paese prima della ribellione e si rifiutavano di rientrare. Nessuna delle parti in causa intendeva andare allo scontro armato e in questa fase le armi furono impiegate al solo scopo intimidatorio; il governo definì i ribelli dei banditi nelle trasmissioni radiofoniche e nei volantini che fece distribuire, mentre gli assedianti fecero lanciare dagli aerei altri volantini in cui era scritto che il re era ostaggio del governo. L'ufficiale militare inviato tra i ribelli per chiederne la resa e offrir loro in cambio l'amnistia fu fatto ostaggio.
Anche Boworadet voleva evitare la battaglia, anche per il mancato arrivo di molte divisioni amiche e per il mancato coinvolgimento di quelle della capitale, e rinunciò a chiedere le dimissioni del governo. Il pomeriggio del 13 ottobre inviò quindi un secondo ultimatum al governo che chiedeva di assegnare al re un ruolo maggiore per la risoluzione del conflitto e che conteneva i seguenti punti:
1. Il Paese sarà guidato per sempre dal re
2. Tutti gli affari di Stato devono essere condotti nel rispetto della Costituzione, specialmente quelli riguardanti la nomina o la rimozione di un membro del governo, che possono essere decretate solo dalla maggioranza dei voti
3. I pubblici ufficiali, civili e militari, non devono essere coinvolti nella politica
4. La nomina dei pubblici ufficiali va fatta secondo criteri di merito e non politici
5. I rappresentanti dell'Assemblea popolare saranno scelti dal re, e non dal primo ministro
6. Gli armamenti dell'esercito saranno distribuiti nelle guarnigioni di tutte le province e non concentrati in una singola area
7. Un'amnistia sarà garantita per il Consiglio di salvezza nazionale e per i suoi sostenitori

Con la situazione che volgeva in suo favore, il governo non intese scendere a compromessi. Phraya Phahon rivelò in una trasmissione radio che il re aveva scritto un telegramma in cui esprimeva il proprio dispiacere per le iniziative dei ribelli tese a cercare l'appoggio della popolazione.

### Battaglia di Bangkok

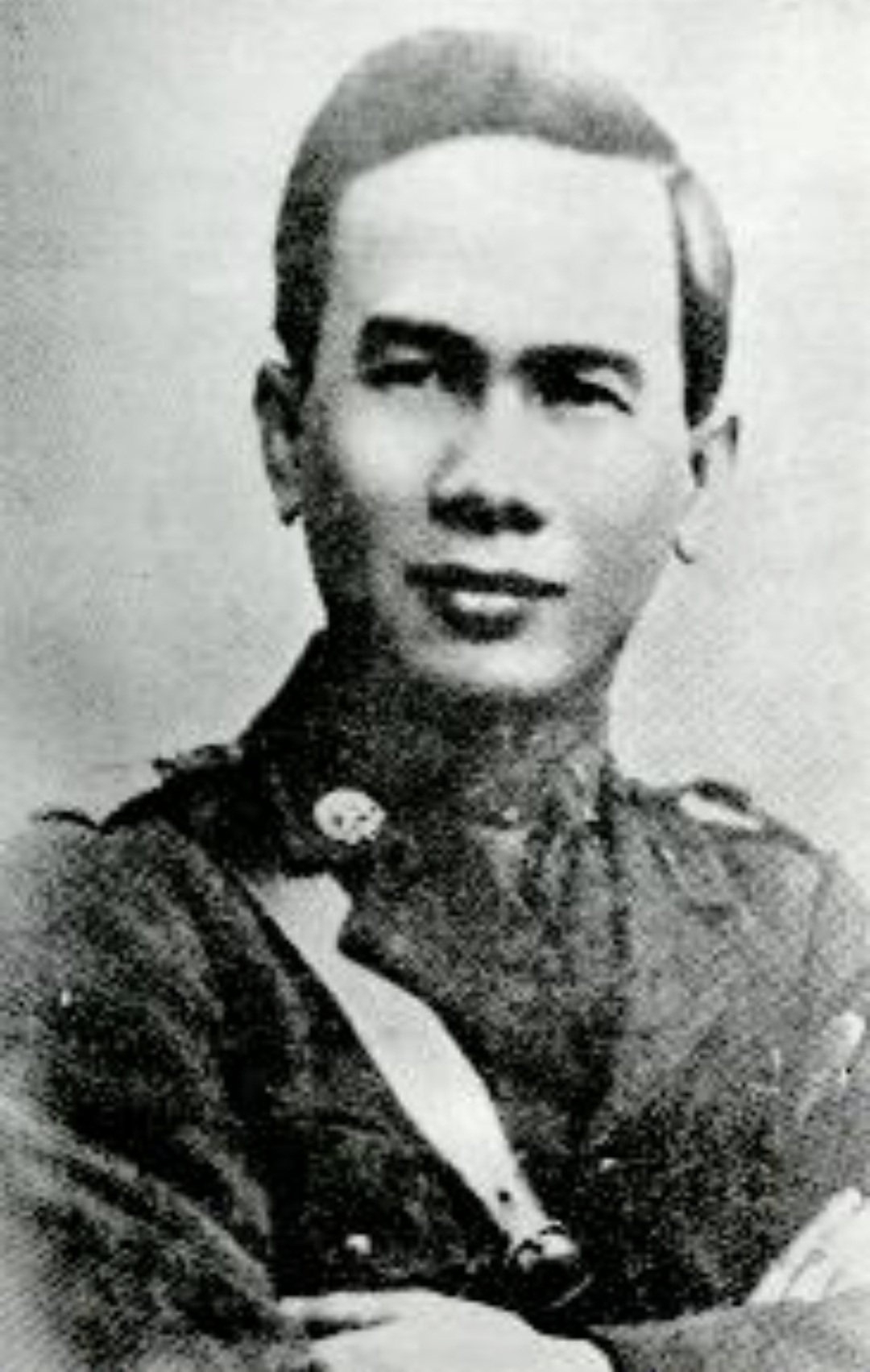
Plaek Phibunsongkhram, comandante delle forze governative

Il comando delle operazioni fu affidato dal governo al tenente colonnello Phibun, assistito dal ten. col. Amnuai Songkhram, che diede inizio al contrattacco il 13 ottobre con un intenso fuoco di artiglieria sulle posizioni occupate dai ribelli. Le truppe governative erano meglio equipaggiate e poterono contare sull'appoggio di una parte della popolazione. Nei tre giorni successivi vi fu uno scambio di cannoneggiamenti tra le parti che causò alcune vittime e gravi danni soprattutto a ponti, linee ferroviarie e all'aeroporto. Grazie anche al contributo dei reggimenti di Nakhon Sawan e Prachinburi, che si unirono nel corso della battaglia, l'esercito regolare riuscì a prendere il sopravvento e a costringere i ribelli a retrocedere il 14 ottobre. Il pomeriggio di due giorni dopo le forze governative ripresero il controllo dell'aeroporto e i ribelli, a corto di munizioni e viveri, si ritirarono lungo la linea nordorientale della ferrovia di Stato.

### Soppressione della rivolta
Durante la fuga, i ribelli lanciarono ad alta velocità una locomotiva vuota contro il convoglio delle truppe regolari che li inseguiva, causando alcune vittime e guadagnando il tempo necessario per arrivare alla loro roccaforte nella provincia di Khorat. Ripristinata la linea, i soldati governativi trasportarono l'artiglieria pesante e iniziarono l'attacco alla base dei ribelli, costringendoli a disperdersi nelle province in cerca di possibili rinforzi. Il 23 ottobre le truppe regolari raggiunsero e sconfissero un distaccamento dei ribelli nella battaglia nella giungla presso Hin Lap, nella quale perse la vita il secondo di Boworadet Phraya Sri Sitthi Songkram. Con i soldati ormai allo sbando, la ribellione poteva dirsi conclusa. Il governo lanciò un appello via radio di arrendersi ai ribelli, offrendo una taglia di 10 000 baht per la cattura di Boworadet, che il 25 ottobre si mise in salvo raggiungendo in aereo con la moglie il Vietnam, a quel tempo parte dell'Indocina francese.
I ribelli si arresero e il governo concesse loro un'amnistia ad eccezione di 230 comandanti che furono incarcerati, tra i quali il fratello di Boworadet principe Sinthiphorn Kadakorn. Due alti ufficiali in pensione furono processati e giustiziati, mentre un principe della casa reale fu condannato all'ergastolo. Gli arrestati ebbero in seguito la riduzione delle pene e molti furono perdonati e rilasciati. Al principe Boworadet fu concesso asilo politico in Cambogia e vi rimase fino al 1948; tornò quindi in Thailandia, dove morì nel 1953 all'età di 76 anni.

### Il re durante la rivolta
I principali atti del re nel periodo della rivolta furono il viaggio a Hua Hin del 5 ottobre, poco prima che scoppiasse, il rifiuto di tornare a Bangkok su invito di Phraya Phahon dopo che era iniziata, l'ulteriore viaggio in nave a Songkhla, ancora più a sud, dopo aver ricevuto tale invito, mentre altri membri della famiglia reale si rifugiarono in Malesia britannica. Il suo segretario privato emise un comunicato nel corso degli eventi in cui espresse il dispiacere del re per la drammatica situazione creatasi e annunciò lo stanziamento di 10 000 baht in favore della Croce rossa.
Questi fatti hanno originato controverse opinioni tra quanti hanno sostenuto la sua estraneità agli eventi, compreso lo stesso re, e chi gli ha addossato responsabilità nell'ideazione, organizzazione e finanziamento della rivolta. I primi si sono basati sui conflitti esistenti tra Boworadet e la casa reale dopo la rimozione dalla carica di ministro della Guerra, i contatti tra lo stesso Boworadet e il Khana Ratsadon per aderire alla rivoluzione del giugno 1932 ed eventualmente quelli successivi con cui gli era stata prospettata la possibilità di diventare primo ministro.
L'opinione che scagionerebbe il sovrano si basa anche su un suo successivo scritto in cui sostenne che a Bangkok in molti erano ostili al governo ed avrebbero avuto la possibilità di successo se non ci fosse stata la rivolta di Boworadet, le cui probabilità di vittoria erano nulle. Anche le lettere inviate dal sovrano ai suoi consiglieri britannici Holland e Baxter misero in evidenza che era informato dei piani di Bowowradet ma che la ribellione non avrebbe trovato il consenso del popolo. I monarchici sostennero inoltre che il re si era offerto invano come intermediario nella rivolta per cinque volte e che era fuggito a sud per sfuggire alla cattura da parte dei ribelli e per rimanere autonomo nella ricerca di una soluzione.
I critici che sostengono il coinvolgimento del re nel complotto mettono in evidenza che questi rimase in buoni rapporti con Boworadet dopo le dimissioni e che spesso trascorsero il tempo assieme dopo la rivoluzione del 1932, ad esempio al momento del colpo di Stato del giugno 1933 e quando poco dopo Boworadet ricevette la lettera di avvertimento dal partito. Ad agosto il re scrisse al consigliere Baxter spiegando l'esigenza di rifugiarsi a Hua Hin nel caso di azioni contro il governo per essere in grado di conservare un ruolo autonomo in un eventuale conflitto.
Durante un processo indetto da Phraya Phibun nel 1939, fu testimoniato che Prajadhipok finanziò la rivolta con 200 000 baht. Sebbene la genuinità di questo processo sia dubbia, successive testimonianze di membri della casa reale sembrano confermare la responsabilità del sovrano nella cospirazione che portò alla rivolta, prima della quale fece rafforzare le difese del Palazzo Klai Kangwon di Hua Hin con l'acquisto di nuove armi e aumentando gli effettivi di guardia. La sua fuga a Songkhla fu vista come parte del complotto. Un agente segreto al suo servizio rivelò il tentativo da parte di sicari pagati dai monarchici di assassinare i capi del Khana Ratsadon prima della rivolta. Nel primo periodo dell'esilio inglese, il re si batté per la concessione dell'amnistia ai ribelli, minacciando di abdicare se non fosse stata concessa, e protestò per il trattamento cui erano sottoposti. Rinviò la firma sull'autorizzazione all'esecuzione della pena di morte per un ribelle del 1933, riuscendo ad evitarla.

## Conseguenze

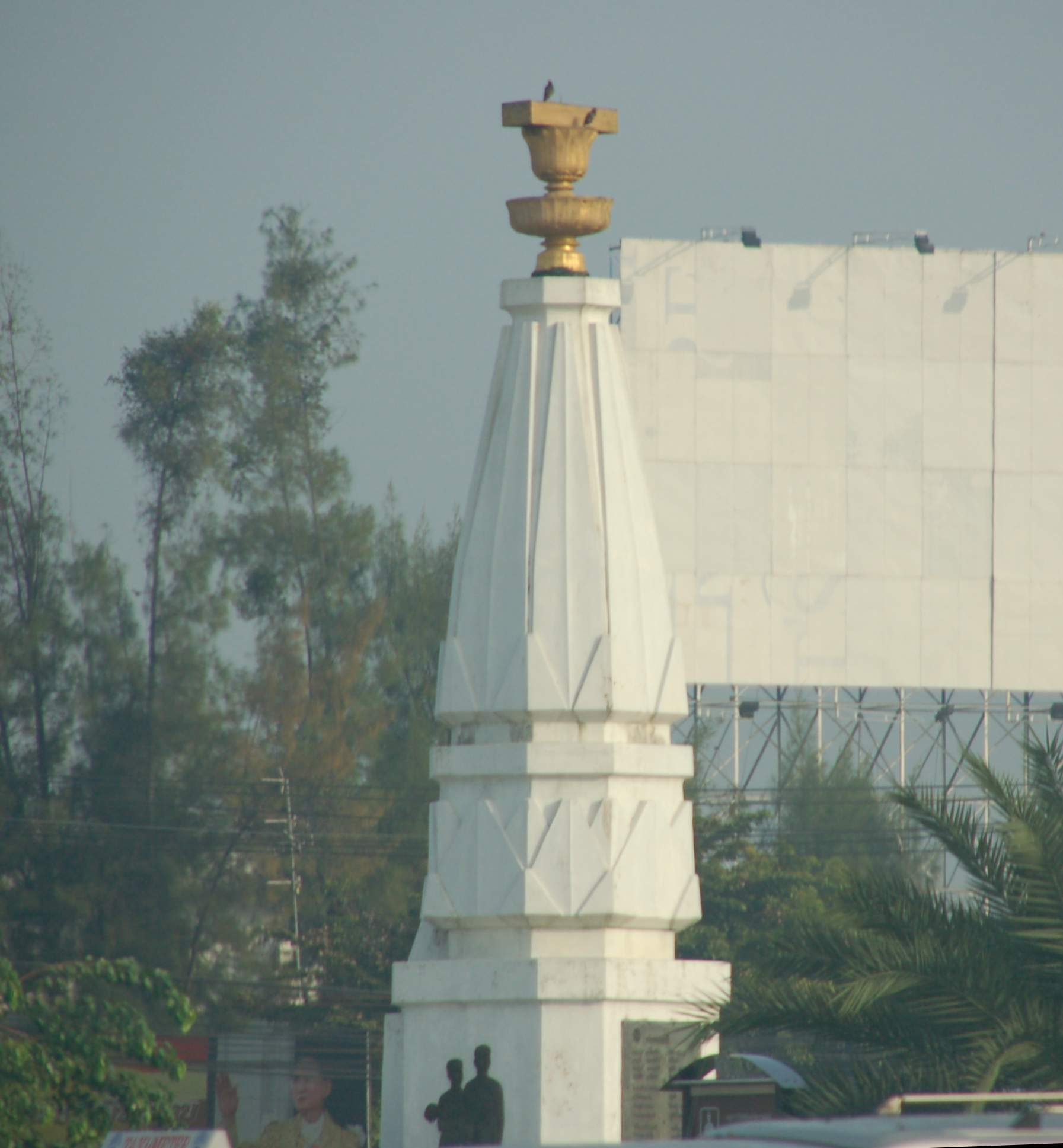
A ricordo del conflitto, il 14 ottobre 1936 fu inaugurato il "Monumento alla Costituzione" nel khet Lak Si di Bangkok, una delle zone della battaglia. È conosciuto in città come "Monumento di Lak Si" (in thai: อนุสาวรีย์หลักสี่, RTGS: Anusawari Lak Si)

La ribellione Boworadet rafforzò il governo costituzionale e indebolì ulteriormente i monarchici e il re. I dubbi che accompagnarono la sua dubbia posizione nel corso del conflitto diminuirono il suo prestigio e i privilegi che gli erano stati accordati con la Costituzione definitiva del dicembre 1932. Dopo aver imprigionato i rivoltosi, il governo entrò in una nuova fase aumentando la repressione contro le opposizioni. Molti che erano sospettati di avere legami con la ribellione furono allontanati dalla pubblica amministrazione e vennero chiusi giornali filo-monarchici. Furono gettate le basi per una vera e propria dittatura con la promulgazione della severa "Legge a protezione della Costituzione" con la quale veniva criminalizzata ogni forma di dissenso contro la Costituzione e il governo.
All'inizio del 1934 il re si recò all'estero per ricevere delle cure e fu nominato reggente il principe Narit. Ebbe inizio una fitta corrispondenza tra il governo ed il sovrano, le cui principali richieste furono respinte. Fu così che Prajadhipok prese la decisione di restare in esilio e di non tornare più in Siam. Stabilitosi in Inghilterra, nel marzo del 1935 abdicò in favore del nipote Ananda Mahidol, che aveva solo nove anni e si trovava in Svizzera dove la sua famiglia si era rifugiata. Il governo nominò quindi tre reggenti.
Durante la ribellione si affermò la personalità di Phibun, già protagonista del colpo di Stato del giugno precedente e dell'allontanamento di Phraya Song, Phraya Ritthi e Phraya Prasan dal potere. La sua scalata ai vertici dell'esercito fu veloce, venne nominato ministro della Difesa all'inizio del 1934 e negli anni successivi fu in grado di indebolire i suoi nemici. Con il progressivo declino di Phraya Phahon, l'egemonia di Phibun aumentò e gli consentì di crearsi una potente fazione nelle forze armate. Divenne primo ministro alla fine del 1938, dando inizio ad una dittatura che avrebbe caratterizzato la storia del Paese fino al 1957.